# Charles Calvert (3e baron Baltimore)
Pour les articles homonymes, voir Charles Calvert (homonymie) et Calvert.
Charles Calvert, 3e baron Baltimore (27 août 1637 - 21 février 1715), hérite de la colonie du Maryland en 1675 à la mort de son père, Cecil Calvert, 2e baron Baltimore (1605-1675). Il est sous-gouverneur de son père depuis 1661 lorsqu'il arrive dans la colonie à l'âge de 24 ans. Cependant, Charles quitte le Maryland pour l'Angleterre en 1684 et ne revient jamais. Les événements qui suivent la Glorieuse Révolution en Angleterre en 1688 coûtent à Calvert son titre sur le Maryland ; en 1689, la charte royale de la colonie est retirée, ce qui conduit à la domination directe de la Couronne britannique. Les problèmes politiques de Calvert sont en grande partie causés par sa foi catholique romaine qui est en contradiction avec l'Église d'Angleterre établie. Calvert se marie quatre fois, survit à trois femmes et a au moins deux enfants. Il meurt en Angleterre en 1715 à l'âge de 78 ans, sa fortune familiale étant très diminuée. Avec sa mort, il laisse son titre et ses droits sur le Maryland à son deuxième fils Benedict Calvert (4e baron Baltimore) (1679-1715), son fils aîné Cecil étant mort jeune. Cependant, Benedict Calvert survit à son père de seulement deux mois, et l'héritage passe au petit-fils de Charles Calvert (5e baron Baltimore) (1699-1751). Il se convertit à la foi anglicane, ce qui permet de récupérer la propriété familiale dans la province du Maryland restaurée par le roi.

## Jeunesse
Charles est né en Angleterre le 27 août 1637 et est témoin des conflits religieux de la guerre civile anglaise. Son père Cecilius Calvert (1605-1675) est le premier gouverneur propriétaire du Maryland et le 9e gouverneur propriétaire de Terre-Neuve (notamment « Avalon », la première colonie de Calvert). Sa mère est Anne Arundell, (c. 1615/6-1649), fille du 1er baron Arundell de Wardour, (1550-1639). Anne et Cecil se marient en 1627 ou 1628 et ont neuf enfants. Cependant, seuls deux des frères et sœurs de Charles survivent jusqu'à l'âge adulte, et Anne elle-même est décédée en 1649 alors que le jeune Charles n'a que 12 ans.

## Maryland

### Contexte politique

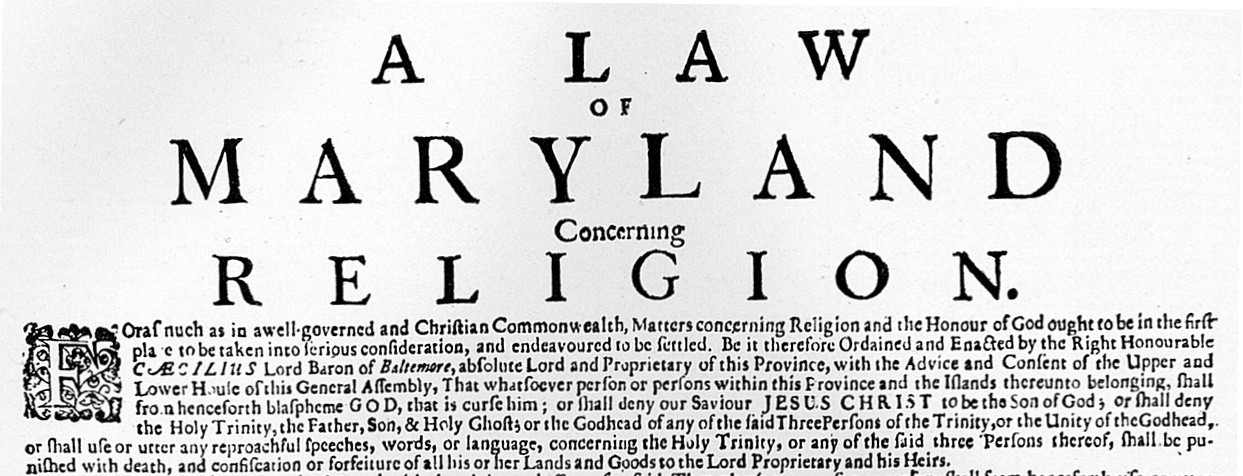
Le Maryland Toleration Act, adopté en 1649.

La famille Calvert est catholique romaine et fonde le Maryland en tant que colonie où les catholiques et les protestants non-conformistes ainsi que les membres de l'Église d'Angleterre établie pouvaient vivre ensemble en paix. Cecilius Calvert (1605-1675), reçoit la propriété qui était destinée à son père, George Calvert, 1er Lord Baltimore, décédé en 1632 à l'âge de 53 ans, peu de temps avant qu'elle ne soit accordée. Cecil établit sa colonie dans le Maryland depuis son domicile en Angleterre (mais envoie son jeune frère Leonard Calvert, (1606-1647) comme premier gouverneur colonial, et en tant que catholique romain continue la politique de son père en promouvant la tolérance religieuse dans la colonie. Il gouverne le Maryland pendant quarante-deux ans, bien qu'il n'ait jamais visité sa colonie en personne.
En 1649, l'Assemblée générale du Maryland, la législature coloniale vieille de dix ans, adopte le Maryland Toleration Act, également connu sous le nom de « Act Concerning Religion, une loi de tolérance religieuse pour les chrétiens trinitaires ». Adoptée le 21 septembre 1649 par l'Assemblée de la colonie du Maryland, c'est la première loi exigeant la tolérance religieuse dans les colonies britanniques d'Amérique du Nord. La famille Calvert demande l'adoption de la loi pour protéger les catholiques et les autres chrétiens trinitaires qui ne se conforment pas à l'Église d'Angleterre établie. La tolérance religieuse dure environ 40 ans jusqu'à ce qu'elle soit révoquée lors de la Révolution protestante de 1689. De 1689 à 1776, le Maryland est officiellement anglican.

### Arrivée dans le Maryland

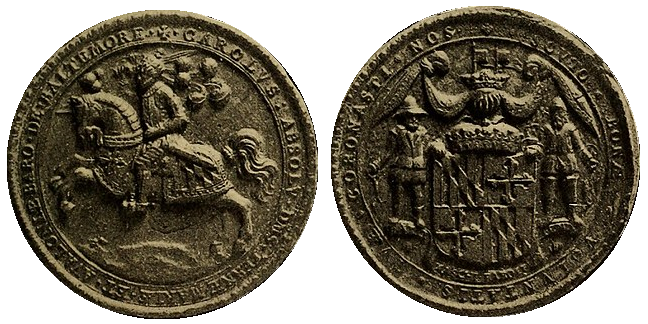
Sceau de "CAROLUS ABSOLUTUS DOMINUS TERRAE MARIAE ET AVALONIAE BARO DE BALTEMOR ("Charles, seigneur absolu du Pays de Marie et d'Avalon, Baron de Baltimore"), montrant ses armes personnelles (Calvert cantonnant Crosland) qui devint le drapeau du Maryland

Charles Calvert navigue vers le Maryland en 1661 à 24 ans, devenant le premier des barons de Baltimore à prendre personnellement en charge la colonie. Il est nommé sous-gouverneur par son père et, à la mort de Cecil Calvert en 1675, Charles hérite du Maryland, devenant gouverneur à part entière. Quelque temps avant 1666, il se marie à Mary Darnall, fille de Ralph Darnall, et la première des quatre épouses de Calvert. Les Darnall sont de riches planteurs du Maryland, ainsi que des catholiques romains. Tragiquement, Marie n'a pas vécu longtemps ; elle est morte en couches quelque temps avant 1667. Charles ne tarde pas à trouver une nouvelle épouse. En 1667, il se remarie avec Jane Lowe (1644-1693/4), la veuve du colonel Henry Sewall  du comté de St Mary, Maryland fille de Vincent Lowe et de sa femme Anne Cavendish. À la fin de 1667 ou au début de 1668, ils ont un fils, Cecil Calvert.

### Problèmes économiques
La gestion de Calvert en tant que gouverneur est aggravée par des problèmes économiques croissants. À partir des années 1660, le prix du tabac, la culture de base du Maryland et sa principale source de revenus d'exportation, commence une longue chute, provoquant des difficultés économiques, en particulier parmi les pauvres. En 1666, la Virginie voisine propose une « pause » sur la culture du tabac, un moratoire d'un an qui réduirait l'offre et ferait ainsi monter les prix. Calvert accepte d'abord ce plan, mais se rend compte que le fardeau de la besogne tomberait principalement sur ses sujets les plus pauvres, qui constituent « la généralité de la province ». Finalement, il oppose son veto au projet de loi, au grand dégoût des Virginiens bien qu'à la fin la nature ait fourni sa propre pause sous la forme d'un ouragan qui dévaste la récolte de tabac de 1667 .

### Religion et politique

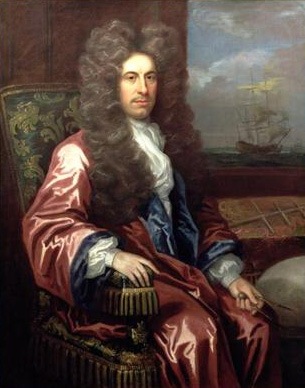
Charles Calvert, 3e baron Baltimore, peint par John Closterman

Au moment où Charles Calvert devient gouverneur, la population de la province est progressivement devenue majoritairement protestante en raison de l'immigration. Le pouvoir politique a cependant tendance à rester concentré entre les mains de l'élite en grande partie catholique. Malgré ce changement démographique défavorable au catholicisme, Calvert tente de préserver l'identité catholique du Maryland. De 1669 à 1689, sur les 27 hommes qui siègent au Conseil du gouverneur, seuls 8 sont protestants. La plupart des conseillers sont catholiques, et beaucoup sont liés par le sang ou le mariage aux Calvert, bénéficiant d'un patronage politique et de fonctions souvent lucratives telles que des commandements dans la milice ou des sinécures.
De nombreux conflits entre Calvert et ses sujets tournent autour de la question de savoir dans quelle mesure la loi anglaise doit être appliquée dans le Maryland et dans quelle mesure le gouvernement propriétaire peut exercer sa propre prérogative en dehors de la loi. Les délégués à l'assemblée souhaitent établir la « pleine force et le pouvoir » de la loi, mais Calvert, toujours protecteur de sa prérogative, insiste sur le fait que seuls lui et ses conseillers peuvent décider où et quand la loi anglaise devrait s'appliquer. Une telle incertitude ouvre la voie à l'accusation de gouvernement arbitraire.
Calvert agit de diverses manières pour restreindre l'influence de la majorité protestante. En 1670, il limite le droit de vote aux hommes qui possèdent 50 acres (202 342,821 m2) ou plus, ou possèdent des biens d'une valeur supérieure à 40 livres sterling. Il limite l'élection à la Chambre des délégués du Maryland à ceux qui possèdent au moins 1 000 acres (4 km²) de terrain. En 1676, il ordonne aux électeurs de réélire la moitié moins de délégués à l'assemblée, deux au lieu de quatre. Des mesures comme celles-ci pouvaient faciliter la gestion de l'assemblée, mais elles tendent les relations entre Calvert et ses sujets.

### Esclavage
L'une des premières décisions de Calvert, concernant la position des Africains importés dans le Maryland, a des conséquences néfastes à long terme. Bien que les premiers Africains aient été amenés dans le Maryland en 1642, lorsque 13 esclaves arrivent à St. Mary's City, la première colonie anglaise de la province leur statut juridique n'est initialement pas clair et les tribunaux coloniaux ont tendance à décider qu'un esclave qui accepte le baptême chrétien doit être libéré. Afin de protéger les droits de leurs propriétaires, des lois commencent à être adoptées pour clarifier la situation juridique. En 1663, l'Assemblée statue que les esclaves doivent être des esclaves à vie, et que les enfants d'esclaves doivent également être réduits en esclavage à vie, perpétuant ainsi l'institution de l'esclavage pour les 200 années suivantes, jusqu'à son éradication pendant la guerre civile,. Cependant, l'impact de lois aussi sévères ne se fait pas sentir avant un certain temps, car l'importation à grande échelle d'Africains ne commence que dans les années 1690 .

### Conflits religieux
En 1675, l'aîné (deuxième) Lord Baltimore (Cecilius, qui créé la colonie du Maryland) est mort, et Charles Calvert, maintenant 38 ans, retourne à Londres pour être élevé au rang de baron. Ses ennemis politiques profitent de son absence pour lancer une attaque cinglante contre le gouvernement propriétaire, en publiant une brochure en 1676 intitulée « Une plainte du ciel avec une teinte et un cri... hors du Maryland et de la Virginie », énumérant de nombreux griefs, et en particulier se plaint de l'absence d'une église établie. Le prêtre anglican, John Yeo écrit de manière cinglante à l'archevêque de Cantorbéry, se plaignant que le Maryland est « dans un état déplorable » et est devenu « un sodome d'impureté et un foyer d'iniquité ». Cela est pris suffisamment au sérieux à Londres pour que le Conseil privé ordonne à Calvert de répondre aux plaintes formulées contre lui.
La réponse de Calvert à ces défis est provocante. Il fait pendre deux des prétendus rebelles et décide de réaffirmer la diversité religieuse du Maryland. Sa réponse écrite illustre les difficultés de son administration ; Calvert écrit que les colons du Maryland sont « des presbytériens, des indépendants, des anabaptistes et des quakers, ceux de l'Église d'Angleterre ainsi que les Roms étant les moins nombreux... ce serait une tâche des plus difficiles d'amener de telles personnes à consentir à une loi qui les oblige à maintenir des ministres d'une opinion contraire à eux-mêmes".

### Complots

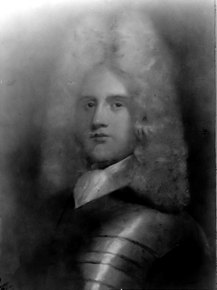
Benedict Leonard Calvert, (1679-1715), deuxième fils de Charles Calvert, qui deviendra plus tard le 4e baron de Baltimore et Lord Baltimore

En 1679, Charles et Jane ont un deuxième fils, Benedict. Mais deux ans plus tard, en 1681, Lord Baltimore fait à nouveau face à la rébellion, dirigée par un ancien gouverneur de la province Josias Fendall (1657-1660) et John Coode (Coode dirigera plus tard la rébellion réussie de 1689). Fendall est jugé, et condamné à une amende de quarante mille livres de tabac et exilé, mais son co-conspirateur Coode échappe aux représailles.
À cette époque, le tissu politique de la province commence à se déchirer. Le gouverneur de Virginie rapporte que « le Maryland est maintenant dans les tourments... et en grand danger de tomber en morceaux ». Les relations entre le conseil d'administration et l'assemblée se dégradent de plus en plus. Une grande partie de la rancœur est due la baisse continue du prix du tabac, qui dans les années 1680 chute de 50 % en 30 années. En 1681, Baltimore fait également face à une tragédie personnelle ; son fils aîné et héritier, Cecil, meurt, laissant son deuxième fils Benedict comme héritier présomptif de l'héritage Calvert.

### Conflit frontalier avec la Pennsylvanie
Ajoutant à ses difficultés, Calvert se retrouve impliqué dans un grave conflit sur les limites des terres au nord avec William Penn (1644-1718), s'engageant dans un différend sur la frontière entre le Maryland et la Pennsylvanie. En 1681, le roi Charles II accorde à Penn une propriété substantielle mais plutôt vague au nord du Maryland. Penn commence à construire sa capitale au sud du 40e parallèle, dans le territoire du Maryland. Penn et Calvert se rencontrent deux fois pour négocier un règlement, mais ne parviennent pas à un accord. Le différend survit à la fois à Calvert et à Penn, n'étant résolu qu'en 1769.

### Départ pour l'Angleterre
En 1684, Charles Calvert se rend en Angleterre pour se défendre dans le différend avec Penn et pour répondre aux accusations selon lesquelles il favorise les catholiques de la colonie. Il ne revient jamais dans le Maryland.
Calvert laisse la province aux soins de son neveu George Talbot, qu'il nomme gouverneur par intérim, le plaçant à la tête du conseil du gouverneur. Malheureusement, Talbot s'avère être un mauvais choix, poignardant à mort un fonctionnaire des douanes royales à bord de son navire sur la rivière Patuxent, s'assurant ainsi que son oncle connaisse de difficultés immédiates à son retour à Londres. Calvert remplace Talbot par un autre catholique romain, William Joseph, qui s'avère également controversé. En novembre 1688, Joseph se met à offenser l'opinion locale en faisant la leçon à ses sujets du Maryland sur la moralité, l'adultère et le droit divin des rois, fustigeant la colonie comme « une terre pleine d'adultères ».

### Glorieuse Révolution en Angleterre

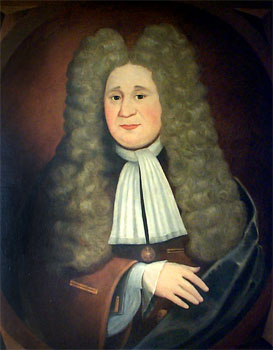
Col. Henry Darnall, sous-gouverneur du Maryland, renversé lors de la « Révolution protestante » de 1689.

En Angleterre, les événements commencent maintenant à se évoluer de manière décisive contre les Calvert et leur intérêt politique. En 1688, le pays connait ce qui devient plus tard la Glorieuse Révolution, au cours de laquelle le roi catholique Jacques II d'Angleterre est déposé et les monarques protestants le roi Guillaume et Marie II d'Angleterre installés sur le trône. Ce triomphe de la faction protestante cause à Calvert des difficultés politiques considérables. Calvert soutient rapidement le nouveau régime, envoyant un messager au Maryland pour proclamer le nouveau roi et la nouvelle reine. Malheureusement pour Lord Baltimore, le messager est mort pendant le voyage, et un deuxième envoyé (si jamais envoyé - Calvert prétendra plus tard que c'était le cas) n'est jamais arrivé.

### Révolution protestante dans le Maryland
Pendant ce temps, les protestants du Maryland, désormais majoritaires dans la colonie, se nourrissant de rumeurs en provenance d'Angleterre et craignant les complots papistes, commencent à organiser une rébellion contre le gouvernement propriétaire. Le gouverneur Joseph n'a pas amélioré la situation en refusant de convoquer l'assemblée et, de façon inquiétante, en rappelant les armes du stockage, apparemment pour réparation. Les protestants, en colère contre le manque apparent de soutien officiel pour le nouveau roi et la nouvelle reine, et pleins de ressentiment contre la promotion de catholiques comme le sous-gouverneur, le colonel Henry Darnall, à des postes officiels de pouvoir, commencent à s'armer. À l'été 1689, une armée de 700 puritains dirigée par le colonel John Coode, et se faisant appeler les Associations protestantes, bat une armée propriétaire dirigée par le colonel Darnall. Darnall, largement dépassé en nombre, écrit plus tard : « Nous sommes dans cet état et il ne reste aucun espoir de calmer le peuple ainsi enragé, pour empêcher l'effusion de sang, capituler et se rendre. » .
Après cette « Révolution protestante » dans le Maryland, le vainqueur Coode et ses alliés protestants mettent en place un nouveau gouvernement qui interdit le catholicisme. Les catholiques sont par la suite contraints de maintenir des chapelles secrètes dans leur maison afin de célébrer la messe. En 1704, une loi est adoptée « pour empêcher la croissance du papisme dans cette province », empêchant les catholiques d'occuper des fonctions politiques. La pleine tolérance religieuse ne sera pas rétablie dans le Maryland avant la Révolution américaine, lorsque l'arrière-petit-fils de Darnall, Charles Carroll de Carrollton (1737-1832), sans doute le catholique le plus riche du Maryland, signe la Déclaration d'indépendance américaine avec d'autres au nom de la nouvel état à Philadelphie en 1776.
John Coode reste au pouvoir jusqu'à ce que le nouveau gouverneur royal, Nehemiah Blakiston, soit nommé le 27 juillet 1691. Charles Calvert lui-même ne revient jamais dans le Maryland et, pire encore, la Charte royale de sa famille pour la colonie est retirée en 1689.

## Fin de carrière

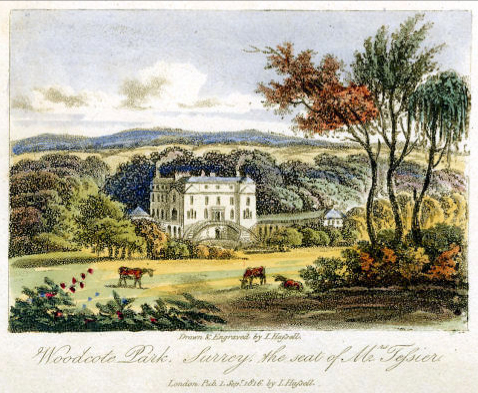
Le domaine de Calvert à Woodcote Park, dans une gravure ultérieure de John Hassell vers 1816

Les difficultés politiques de Calvert ne se terminent pas avec la perte du Maryland. En 1694, il est cité en relation avec le complot de Titus Oates, bien qu'il ait réussi à échapper à l'arrestation. En 1696, sa fortune s'améliore ; il est nommé général de brigade, puis, en 1704, atteint le grade de major-général.
La deuxième épouse de Calvert, Jane, est décédée vers 1693 ou 1694, et Calvert se remarie une troisième fois, à Mary Bankes, entre 1701 et 1710. Son quatrième et dernier mariage est avec Margaret Charleton, fille de Thomas Charleton, en 1712.
Calvert peut également avoir eu un fils illégitime, Charles Calvert Lazenby, né en Angleterre en 1688, qui grandit pour faire carrière dans l'armée et devient plus tard gouverneur du Maryland à part entière. Les parents du capitaine Calvert n'ont jamais été identifiés avec certitude, mais on a longtemps supposé que son père est le 3e baron Baltimore. Cette hypothèse semble être étayée dans le livre de l'érudite Calvert Anne Yentsch par le fait que le capitaine Calvert s'est vu octroyer des terres par le 3e baron Baltimore, qu'il a ensuite échangé contre une commission militaire. De même, le 5e baron Baltimore, fils de Benedict Leonard Calvert, Sr., place son cousin au poste de gouverneur de la province du Maryland après avoir assumé le titre à l'âge de 15 ans. L'identité de sa mère est également inconnue mais, à en juger par les papiers de la famille Calvert, elle semble avoir été la comtesse Henrietta, également connue sous le nom de "Mère Calvert", décédée vers 1728.

### Relations avec son fils Benedict
Charles reste catholique romain, malgré les inconvénients politiques. Mais son fils aîné Benedict Calvert (4e baron Baltimore) (1679-1715), ne maintient pas cette allégeance, estimant que le principal obstacle à la restauration du titre de sa famille sur le Maryland est la question de la religion. En conséquence, il abandonne Rome et se convertit à l'anglicanisme, décidant « d'embrasser la religion protestante », et pariant que ce mouvement regagnerait la fortune perdue de sa famille dans le Nouveau Monde. Une décision aussi audacieuse a cependant un prix élevé. Lord Baltimore, furieux de la conversion de son fils, retire son allocation annuelle de 450 £ et met fin à son soutien à l'éducation et à l'entretien de ses petits-enfants. Cependant, Charles Calvert meurt en 1715, transmettant son titre et ses droits sur le Maryland à son fils Benedict. Il est enterré dans le cimetière de la vieille église St Pancras à Londres.

## Héritage
À la mort de son père, le fils de Charles, Benedict Calvert (4e baron Baltimore), adresse une pétition au roi George Ier, (1660-1727), pour la restauration du titre de propriété de sa famille sur le Maryland. Malheureusement, avant que le roi ne puisse statuer sur la requête, Benedict est décédé, deux mois seulement après son père, transmettant à son tour son titre à son fils Charles. Le 15 mai 1715, Charles Calvert (5e baron Baltimore) retrouve, à l'âge de seize ans, le titre de propriété de sa famille sur le Maryland, restauré par le roi. En 1721, il atteint la majorité et prend le contrôle personnel de la colonie, qui reste sous le contrôle de la famille Calvert jusqu'en 1776 et la Révolution américaine.
Le Comté de Charles, dans le Maryland, est nommé en son honneur.
Le très grand portrait en pied de Charles Calvert, ainsi que ceux de tous les autres lords de Baltimore (collectés par le philanthrope Hugh Young), sont toujours accrochés aujourd'hui dans le grand hall éclairé de la bibliothèque centrale Enoch Pratt sur Cathedral Street au centre-ville de Baltimore, la ville qui porte son nom de famille (avec plusieurs autres généralement avec le préfixe "Nouveau" attaché à travers l'Amérique), ainsi que de fréquentes commémorations historiques et cérémonielles des propriétaires coloniaux.

## Sources
- Bolton, Charles Knowles, The Founders: Portraits of Persons Born Abroad, Volume 1 Récupéré en octobre 2010
- Brugger, Robert J., Maryland, a Middle Temperament 1634-1980 Récupéré le 26 juillet 2010
- Chapelle, Suzanne Ellery Greene, Maryland: A History of Its People Récupéré le 10 août 2010
- Hoffman, Ronald, Princes of Ireland, Planters of Maryland: A Carroll Saga, 1500-1782 Récupéré le 24 janvier 2010
- Yentsch, Anne E, A Chesapeake Family and their Slaves: a Study in Historical Archaeology, Cambridge University Press (1994) Récupéré en janvier 2010